# Lagenocarpus verticillatus
Lagenocarpus verticillatus là loài thực vật có hoa trong họ Cói. Loài này được (Spreng.) T.Koyama & Maguire mô tả khoa học đầu tiên năm 1965.